# HD 105151
HD 105151，又名CP-65 1788，SAO 251738、HR 4615，是一颗恒星，视星等为6.06，位于銀經298.32，銀緯-3.24，其B1900.0坐标为赤經12h 1m 11.7s，赤緯-65° -3.24′ 8″。